# Konstytucja Mołdawii
Konstytucja Republiki Mołdawii (rum. Constituția Republicii Moldova) – jeden z podstawowych aktów prawnych Mołdawii. Została uchwalona 29 lipca 1994 przez Parlament Republiki Mołdawii i opublikowana w Monitorul Oficial al Republicii Moldova (Dziennik Urzędowy Republiki Mołdawii) 12 sierpnia 1994. 

## Historia
Konstytucja niepodległej Mołdawii została ustanowiona w 1994. Do tej pory w kraju obowiązywała zmieniona konstytucja z 1978, przyjęta w czasie, gdy Mołdawia była jeszcze częścią Związku Radzieckiego jako Mołdawska SRR.
Do 2023 konstytucja była zmieniana 11 razy, ostatni raz w 2023, kiedy to zmieniono zapis o języku urzędowym kraju z mołdawskiego na rumuński, potwierdzając w ten sposób wyrok Sądu Konstytucyjnego z 2013 i ujednolicając zapis z Deklaracją Niepodległości Republiki Mołdawii. Raz zmiana konstytucji była związana z wynikami referendum (w 1999, zmiana ustroju kraju na prezydencki, wycofana częściowo rok później). W 2010 w referendum mieszkańcy zgodzili się na bezpośrednie wybory prezydenckie, jednak nie było ono wiążące z uwagi na zbyt niską frekwencję (zmiana ta miała jednak miejsce w 2016, w związku z wyrokiem Sądu Konstytucyjnego). 
W 2013 Sąd Konstytucyjny, rozpatrując sprawę języka urzędowego Mołdawii, orzekł, że Deklaracja Niepodległości Republiki Mołdawii stanowi integralną część Konstytucji, a w razie rozbieżności między Deklaracją a Konstytucją obowiązuje prymat Deklaracji.

## Najważniejsze założenia
Zgodnie z konstytucją, w brzmieniu z 2023, Mołdawia jest republiką parlamentarną. Art. 11 stanowi, zgodnie z deklaracją z 1992, o neutralności państwa. Głową państwa jest prezydent, wybierany w wyborach powszechnych na czteroletnią kadencję. Władzę ustawodawczą stanowi jednoizbowy Parlament Republiki Mołdawii, składający się z 101 deputowanych wybieranych na 4 lata. Oprócz prezydenta władzę wykonawczą sprawuje również rząd, powoływany przez parlament na wniosek prezydenta.

## Podział konstytucji
Konstytucja Mołdawii dzieli się na 7 tytułów, tytuły II i III dodatkowo na 9 rozdziałów, z których dwa (IV i IX) dzielą się na części, po 3 każdy.